# Dyskografia Marii Kliegel

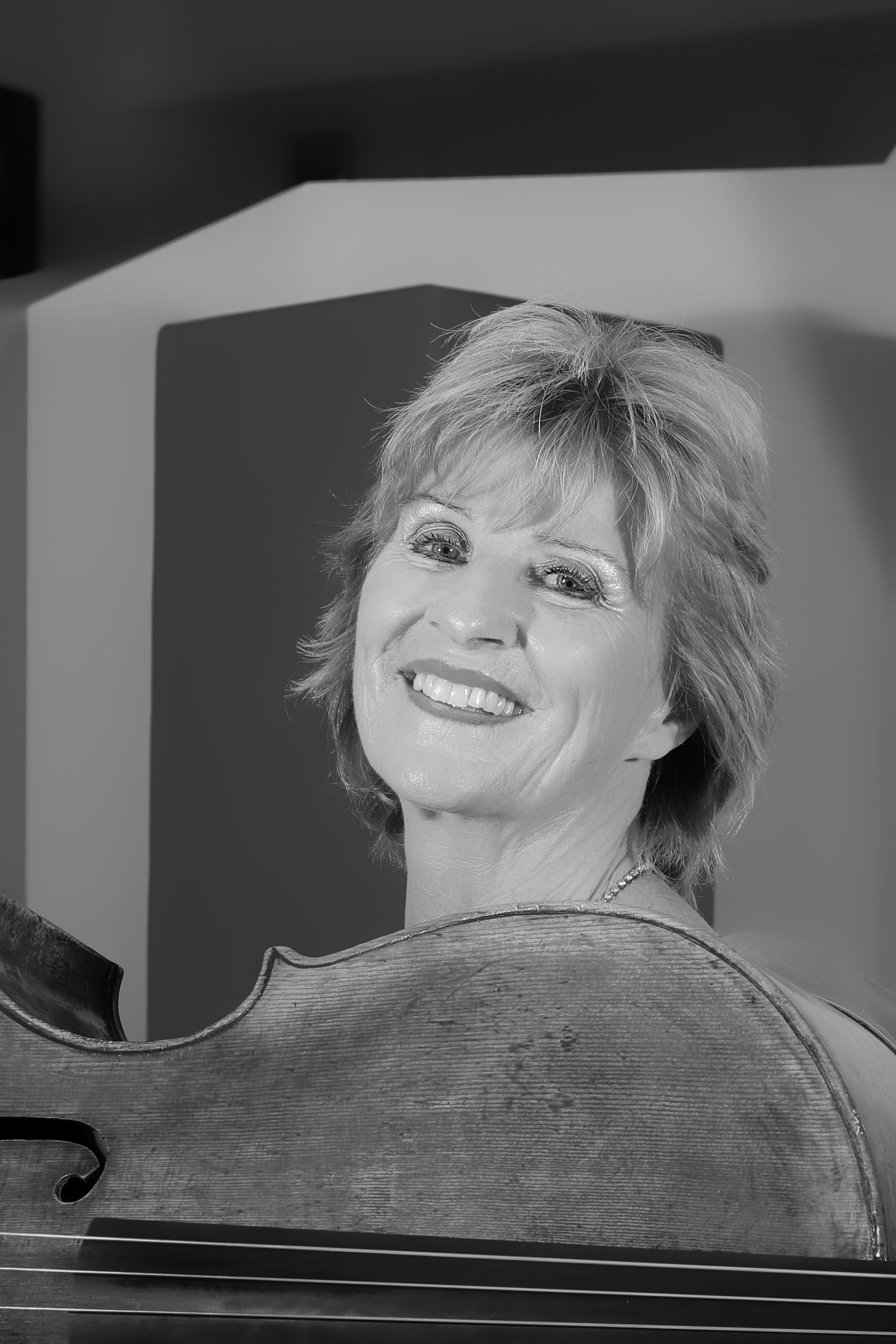
Maria Kliegel

Dyskografia Marii Kliegel składa się z albumów zawierających przekrój literatury wiolonczelowej. Składają się na nią utwory solowe, kameralne, na wiolonczelę i orkiestrę pochodzące z epok od baroku po prawykonania muzyki współczesnej. Znacząca część z nich ukazała się nakładem wytwórni Naxos, sprzedając się na całym świecie w liczbie powyżej miliona egzemplarzy. Kompozytor Alfred Schnittke określił interpretację swojego koncertu w wykonaniu Marii Kliegel jako referencyjną. Wiele z nagrań zostało dokonanych na wiolonczeli Stradivariusa ex Gendron, na której Maria Kliegel grała przez 16 lat.

## Nagrody i nominacje
Otrzymała dwie nominacje do nagród Grammy: za nagranie Suit wiolonczelowych J.S. Bacha oraz utworów solowych Z. Kodálya. Płyta Voyages Sonores z Olivierem Triendlem z 2018 roku uzyskała nominacje do nagród Opus-Klassik oraz International Classical Music Award. Płyta z repertuarem Alfreda Schnittke, została wybrana płytą miesiąca magazynu Fonoforum.

## Albumy solowe, z muzyką kameralną oraz jako solistka z orkiestrami
• 1977: Virtuose Kammermusik z Ludgerem Maxseinem (LP, Telefunken, 6.42184 AP); 
• 1977: Konzerte und Orchestermusik der Bach-Söhne z Iwoną Salling i Folkwang Kammerorchester pod dyrekcją Heriberta Beissela (LP, Musik auf Villa Hügel, 0647029);
• 1979: Virtuoses Cello | Strawinsky • Paganini • Bartók • De Falla z Ludgerem Maxseinem (LP, Telefunken, 6.42528 AS); 
• 1979: Konzerte und Orchestermusik der Bach-Söhne mit Iwona Salling, i Folkwang Kammerorchester pod dyrekcją Heriberta Beissela (LP, Musik auf Villa Hügel, 0647027);
• 1981: Franz Schubert - Forellenquintett z Raymundem Havenithem, Gottfriedem Schneiderem, Adelheid Böckheler, Michaelem Gawrilowem (LP, Sylter Sommer - Kammermusikfestival Verlag); 
• 1982: Haydn • Cellokonzerte z Polską Orkiestrą Kameralną pod dyrekcją Volkera Schmidta-Gertenbacha (LP, Aperto, 86 001); 
• 1986: Cellicatessen | Violoncello-Duos z Wernerem Thomasem (LP, Signum); 
• 1987: Franck • Demus - na żywo z Jörgem Demusem (LP, Duchesne, DD 7147);
• 1990: Schnittke z Raimundem Havenithem, Burkhardem Godhoffem, Rundfunk-Sinfonieorchester Saarbrücken pod dyrekcją Gerharda Marksona (CD, Marco Polo, 8.223334); 
• 1991: Virtuoso Cello Encores z Raymundem Havenithem (CD, Marco Polo, 8.223403); 
• 1992: Elgar • Dvořák | Cello Concertos z Royal Philharmonic Orchestra pod dyrekcją Michaela Halásza (CD, Naxos, 8.550503);
• 1993: Schubert • Schumann z Kristin Merscher (CD, Naxos, 8.550654)
• 1993: Brahms z Kristin Merscher (CD, Naxos, 8.550656);
• 1994: Le Grand Tango and Other Dances for Cello and Piano z Berndem Glemserem (CD, Naxos, 8.550785); 
• 1994: Mendelssohn z Kristin Merscher (CD, Naxos, 8.550655); 
• 1994: Tchaikovsky • Bruch • Bloch z Irish National Symphony Orchestra pod dyrekcją Gerharda Marksona (CD, Naxos, 8.550519); 
• 1995: Gubaidulina z Elsbeth Moser, Kathrin Rabus i Cameratą Transsylvanica pod dyrekcją György Selmeczi (CD, Naxos, 8.553557); 
• 1995: Brahms • Schumann z Ilyą Kalerem i Irish National Symphony Orchestra pod dyrekcją Andrew Constantina (CD, Naxos, 8.550938); 
• 1996: Chopin z Berndem Glemserem (CD, Naxos, 8.553159); 
• 1996: Kodály z Jenö Jandó (CD, Naxos, 8.553160); 
• 1996: Schostakovich z Narodową Orkiestrą Symfoniczną Polskiego Radia pod dyrekcją Antoniego Wita (CD, Naxos, 8.550813);
• 1996: Harald Banter z Nordwestdeutsche Philharmonie pod dyrekcją Michaiła Jurowskiego (CD, Marco Polo, 8.223860); 
• 1997: Saint-Saëns z Bournemouth Sinfoniettą pod dyrekcją Jean-François'a Monnarda (CD, Naxos, 8.553039); 
• 1998: Beethoven z Jenö Jandó, Dong-Suk Kang i Nicolaus Esterházy Sinfonią pod dyrekcją Beli Drahosa (CD, Naxos, 8.554288); 
• 1998: Schnittke z Raimundem Havenith, Burkhardem Godhoffem i Rundfunk-Sinfonieorchester Saarbrücken pod dyrekcją Gerharda Marksona (CD, Naxos - Reissue, 8.554465); 
• 1998: Demus z Jörgem Demusem (CD, Marco Polo, 8.225036);
• 1999: Kodály Volume 2 z Williamem Preucilem i Jenö Jandó (CD, Naxos, 8.554039);
• 1999: John Tavener z Eileen Hülse, Takuo Yuasa i Ulster Orchestra (CD, Naxos, 8.554388); 
• 1999: Kaiser-Lindemann - Hommage à Nelson M. ze Stephanem Froleyksem (CD, Naxos, 8.554485); 
• 1999: Dohnányi z Jenö Jandó i Nicolaus Esterházy Sinfonia pod dyrekcją Michaela Halásza (CD, Naxos, 8.554468);
• 2000: Lalo z Berndem Glemserem i Nicolaus Esterházy Sinfonia pod dyrekcją Michaela Halásza (CD, Naxos, 8.554469);
• 2000: Popper z Nicolaus Esterházy Sinfonią pod dyrekcją Gerharda Marksona (CD, Naxos, 8.554657);
• 2000: Haydn z Kölner Kammerorchester pod dyrekcją Helmuta Müller-Brühla (CD, Naxos, 8.551059);
• 2001: Haydn z Kölner Kammerorchester pod dyrekcją Helmuta Müller-Brühla (CD, Naxos, 8.555041);
• 2002: Beethoven Vol. 1 z Niną Tichman (CD, Naxos, 8.555785);
• 2003: Beethoven Vol. 2 z Niną Tichman (CD, Naxos, 8.555786);
• 2004: Beethoven Vol. 3 z Niną Tichman (CD, Naxos, 8.555787);
• 2005: Bach | Cello Suites (CD, Naxos, 8.557280-81D); 
• 2005: Linde z Karen Gomyo i Gävle Symfoniorkester pod dyrekcją Pettera Sundkvista (CD, Naxos, 8.557855); 
• 2005: Beethoven Vol. 1 z Niną Tichman i Idą Bieler (CD, Naxos, 8.557723); 
• 2005: Virtuoso Cello Encores z Raymundem Havenithem (CD, Naxos - reedycja, 8.557943);
• 2007: Virtuoso Cello Showpieces z Niną Tichman (CD, Naxos, 8.557613); 
• 2007: Beethoven Vol. 2 z Niną Tichman i Idą Bieler (CD, Naxos, 8.557724);
• 2007: Saint-Saëns z François-Joël Thiollierem (CD, Naxos, 8.557880);
• 2008: Fauré z Nina Tichman (CD, Naxos, 8.557889);
• 2009: Beethoven Vol. 3 z Nina Tichman i Idą Bieler (CD, Naxos, 8.570255);
• 2010: Beethoven Vol. 4 z Niną Tichman, Idą Bieler i Ibem Hausmannem (CD, Naxos, 8.570943);
• 2011: Camillo Schumann z Francesco Piemontesim (CD, Naxos 8.572314); 
• 2013: Onslow z Niną Tichman (CD, Naxos, 8.572830); 
• 2013: Beethoven Vol. 5 z Niną Tichman i Idą Bieler (CD, Naxos, 8.572343);
• 2018: Bernstein z Wayne’em Marschallem, Benyaminem Nussem i Maurice’em Stegerem (CD, WDR-Verlag, LC 15080); 
• 2019: Voyages Sonores z Oliverem Triendlem (CD, Genuin,19634); 
• 2022: Franck • Demus - nagranie na żywo z Jörgem Demusem (CD, Paladino Music Vienna - reedycja).

## Kompilacje
• 1998: Elgar z Royal Philharmonic Orchestra i Michaelem Halászem, zawiera także utwory w wykonaniu Capelli Istropolitana i Adriana Leapera (CD, Naxos, 8.554409);
• 1999: Dvořák z Royal Philharmonic Orchestra i Michaelem Halászem, zawiera także utwory w wykonaniu Vlach Quartet Prague (CD, Amadis, Serie: Mistři Klasické Hudby – 2);
• 2001: Brahms z Ilyą Kalerem i Irish National Symphony Orchestra pod dyrekcją Andrew Constantina, zawiera także utwory w wykonaniu Stephena Gunzenhausena, Takako Nishizaki i Slovak Philharmonic Orchestra (CD, Amadis, Serie: Mistři Klasické Hudby - 37);
• 2002: La Cellissima - kompilacja z różnymi wykonawcami na wiolonczelę solo, duet z fortepianem oraz jako solistka z orkiestrami  (CD, Naxos, 8.551094); 
• 2022: Maria Kliegel Anniversary Edition - kompilacja z różnymi wykonawcami na wiolonczelę solo, duet z fortepianem oraz skrzypcami oraz jako solistka z orkiestrami (CD, Naxos, 8.578370-72). 